# Gazza minuta
Gazza minuta is een straalvinnige vissensoort uit de familie van de ponyvissen (Leiognathidae). De wetenschappelijke naam van de soort is voor het eerst geldig gepubliceerd in 1795 door Bloch.